# Linberedningsverket

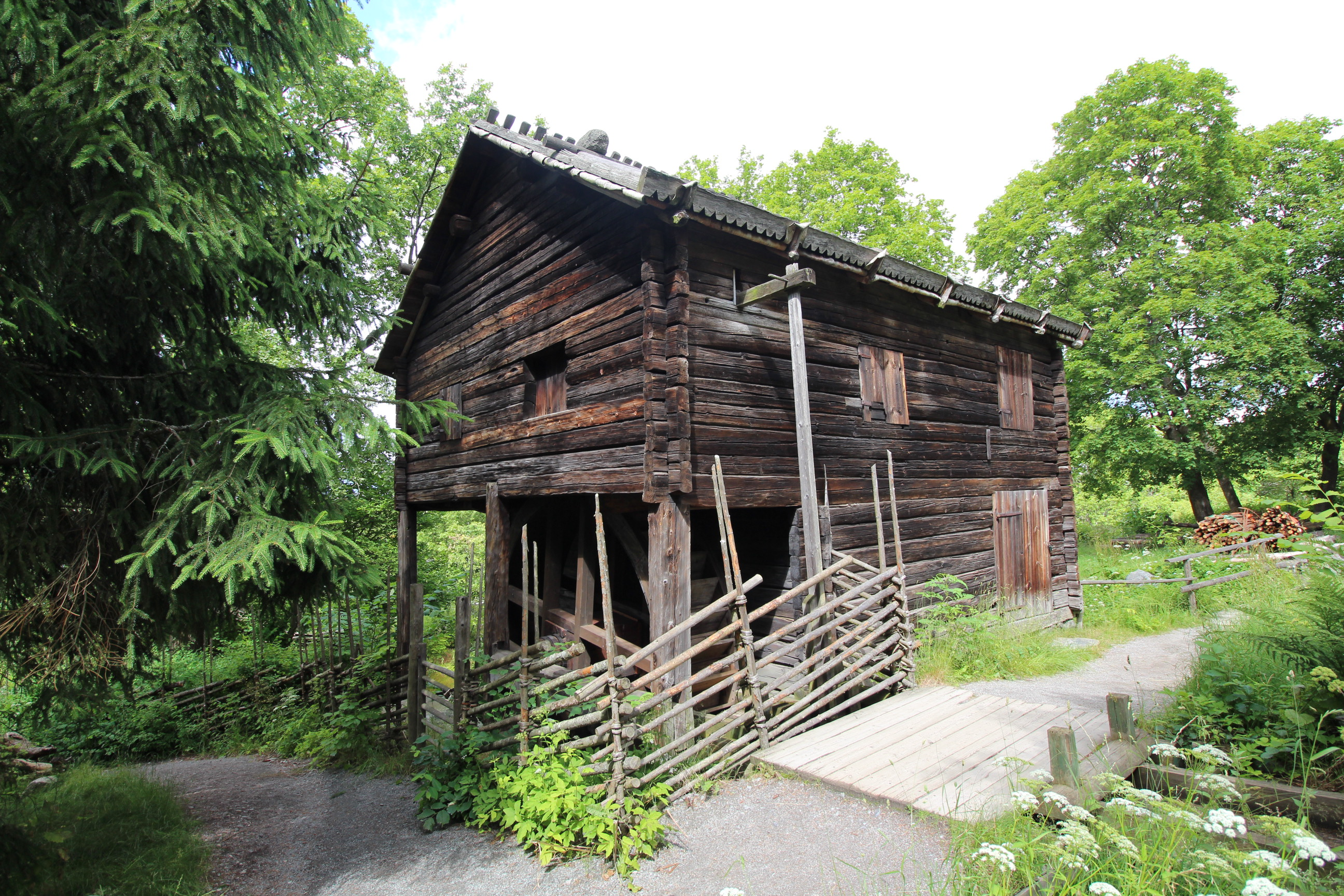
Linberedningsverket på Skansen

Linberedningsverket är en kulturhistorisk byggnad på Skansen i Stockholm. Linberedningsverket uppfördes ursprungligen i Nansta i Forsa socken i Hälsingland sannolikt under första delen av 1800-talet. Tre bönder ägde tillsammans verket. Den knuttimrade byggnaden omfattar två våningar, den övre skjuter ut över det vattenhjul, ett underfallshjul, som drev verkets klubba, anordningen med vilken linet bråkades. Vattnet leddes från dammar fram till hjulet med hjälp av rännor. Tillrinningens hastighet kunde varieras genom att en lucka nära hjulet höjdes eller sänktes. Linberedningsverket flyttades till Skansen 1918-1919. Innan det 1943 flyttades till sin nuvarande plats i Delsbogårdens närhet, stod verket vid lapplägret.